# سن جوزه د بارلوونتو
سن جوزه د بارلوونتو (به اسپانیایی: San José de Barlovento) یک شهر در ونزوئلا است که در Andrés Bello واقع شده‌است. سن جوزه د بارلوونتو ۱۶ متر بالاتر از سطح دریا واقع شده‌است.